# سیارک ۹۲۵۴
سیارک ۹۲۵۴ (به انگلیسی: 9254 Shunkai، نامگذاری:2151T-1) نه هزار و دویست و پنجاه و چهارمین سیارک کشف شده‌است که در ۲۵ مارس ۱۹۷۱ کشف شد.
قدر مطلق سیارک برابر ۱۳٫۶۰ است.